# Belmont, Sutton
Belmont é uma vila no bairro londrino de Sutton, no sul de Londres, Inglaterra. Situa-se na autoestrada A217, próximo a Banstead Downs, em Surrey. Trata-se de um projeto suburbano localizado a 17,4 km ao sul-sudoeste de Charing Cross. De acordo com o senso de 2011, possui 10,048 habitantes.

## História
Belmont não existia até o final do século XIX.  A estação ferroviária de Belmont foi inaugurada em maio de 1865 e era originalmente chamada de "Estação Califórnia", em homenagem ao pub California Arms, no lado oposto da Brighton Road, construído por John Gibbons por volta de 1858. A estação foi renomeada para "Belmont" em 1875, e o nome foi associado à vila que surgiu posteriormente. O pub original foi fortemente danificado pelos bombardeios alemães na Segunda Guerra Mundial. O novo prédio, construído no local em 1955, era conhecido como "The California", posteriormente alterado para "The Belmont", mas em 2014, sob nova administração, voltou ao seu nome original de "The California". A Igreja de São João (C of E) fica na Queens Road, perto do final da pequena High Street ("Station Road").